# Izadkhast
Izadkhast este un oraș din Iran.